# The Jean Genie
Singles de David Bowie
John, I'm Only Dancing
(septembre 1972) Drive-In Saturday
(avril 1973)
Pistes de Aladdin Sane
Let's Spend the Night Together
(8) Lady Grinning Soul
(10)
The Jean Genie est une chanson de David Bowie sortie en septembre 1972 en single, puis en avril 1973 sur l'album Aladdin Sane.
Construite autour d'un riff de Bo Diddley, cette chanson dépeint un personnage fantasque inspiré d'Iggy Pop. Elle se classe no 2 des ventes au Royaume-Uni et devient l'une des compositions les plus populaires de Bowie.

## Histoire

### Composition et enregistrement
David Bowie débarque à New York le 17 septembre 1972 pour le premier segment américain de la tournée Ziggy Stardust Tour. Il sillonne les États-Unis avec son groupe pendant deux mois et demi, jusqu'à début décembre. Durant le long voyage en autobus Greyhound entre les villes de Cleveland et Memphis, où il doit se produire à deux jours d'intervalle, ses compagnons de route entonnent le chant « We're going bussin', bus, bus, bussin' » sur l'air de I'm a Man, une chanson de Bo Diddley reprise par les Yardbirds en 1965. Cet air constitue le socle sur lequel Bowie élabore une nouvelle composition, The Jean Genie. Il affirme ultérieurement avoir écrit les paroles pour Cyrinda Foxe, une jeune femme de l'entourage d'Andy Warhol avec qui il entretient brièvement une liaison.
Bowie profite d'une pause dans son programme de concerts pour se rendre aux studios RCA de New York le 4 octobre. Deux jours plus tard, il y enregistre The Jean Genie avec son groupe d'accompagnement, les Spiders from Mars : Mick Ronson à la guitare, Trevor Bolder à la basse et Mick Woodmansey à la batterie. Il l'interprète pour la première fois sur scène dès le lendemain à l'Auditorium Theatre de Chicago avant de se rendre à Nashville avec Ronson pour assurer le mixage de la chanson aux studios RCA locaux.

### Parution et accueil
The Jean Genie est éditée en 45 tours par RCA Records le 28 octobre 1972 aux États-Unis avec Hang On to Yourself en face B. Ce single permet à la branche américaine de RCA de combler un vide dans son calendrier de publication, car elle a choisi de ne pas publier John, I'm Only Dancing, le précédent single de Bowie. Il n'atteint que la 71e place du Billboard Hot 100.
Au Royaume-Uni, The Jean Genie ne sort qu'un mois plus tard afin de ne pas concurrencer John, I'm Only Dancing. RCA la publie en 45 tours le 24 novembre avec une autre face B, Ziggy Stardust. Le single reste treize semaines dans le Top 40 et se classe no 2 des ventes en janvier 1973, derrière Long Haired Lover from Liverpool (en) de Little Jimmy Osmond (en). Lui succède en tête du hit-parade Block Buster! (en) de Sweet, une chanson de glam rock dont le riff est très similaire à celui de The Jean Genie. Les membres du groupe réfutent cependant les accusations de plagiat en affirmant n'avoir pas entendu la chanson de Bowie avant de composer la leur.

### Postérité
The Jean Genie est l'une des chansons que Bowie a le plus joué en concert. Elle fait partie de son répertoire scénique lors des tournées Ziggy Stardust Tour (1972-1973), Diamond Dogs Tour (1974), Isolar Tour (1976), Isolar II Tour (1978), Serious Moonlight Tour (1983), Glass Spider Tour (1987), Sound + Vision Tour (1990), Earthling Tour (1997) et A Reality Tour (2003-2004). Sur scène, The Jean Genie est souvent prétexte à toutes sortes d'improvisations de la part des musiciens qui accompagnent Bowie.
The Jean Genie a été reprise par de nombreux artistes, parmi lesquels :
- The Dandy Warhols en face B du single Plan A en 2003 ;
- Paul Young sur l'album Rock Swings en 2006 ;
- Scott Weiland sur l'album A Compilation of Scott Weiland Cover Songs (en) en 2011.

Le groupe de rock écossais Simple Minds doit son nom à un passage des paroles de la chanson : « He's so simple minded he can't drive his module ». Elle est également utilisée dans les films Flashbacks of a Fool et Control, entre autres.
Jean Baltazaarrr est une chanson créé en 1999, par le chanteur belge Arno en duo avec la chanteuse belgo-américaine Beverly Jo Scott. Il s'agît d'une reprise alternant la chanson La Fille du Père Noël de Jacques Dutronc, principalement chanté par lui, et The Jean Genie chanté par elle, l'enchaînement entre les deux profitant de la similitude de l'arrangement original de ces chansons.

## Caractéristiques artistiques

### Paroles et musique
Le titre de The Jean Genie est un calembour sur le nom de l'écrivain français Jean Genet, dont les thèmes de prédilection, notamment l'homosexualité, intéressent beaucoup Bowie. Le chanteur, qui prétend en 1973 que ce jeu de mots est accidentel, déclare avoir été marqué par une mise en scène de Notre-Dame des Fleurs réalisée par son ami Lindsay Kemp. Il rencontre en une occasion l'écrivain qui envisage de lui offrir un rôle dans une possible adaptation au cinéma de ce même roman. Les paroles de la chanson dépeignent un personnage fantasque, « scandaleux, il crie et il braille », ouvertement inspiré par Iggy Pop et son comportement outrancier sur scène.
Le riff de guitare de Mick Ronson est un emprunt direct à la reprise du I'm a Man de Bo Diddley par les Yardbirds. Pour les parties d'harmonica, Bowie indique avoir cherché à reproduire le son des premiers disques des Rolling Stones. Matthieu Thibault estime que le son boogie rock de T. Rex constitue une autre influence de la chanson.

### Clip
Le photographe Mick Rock réalise un clip pour The Jean Genie qui alterne des extraits des concerts de Bowie des 27 et 28 octobre 1972 au Winterland Ballroom de San Francisco avec des séquences filmées au matin du 27 devant le Mars Hotel, sur la 4e rue. Bowie apparaît dans ces séquences aux côtés d'une danseuse interprétée par Cyrinda Foxe, qu'il a fait venir spécialement de New York pour ce tournage. Le chanteur explique avoir voulu donner à son personnage de Ziggy Stardust l'allure d'un « rat d'égout d'Hollywood » et avoir fait appel à Foxe pour incarner son pendant, « une fille dans le genre Marilyn ».

## Fiche technique

### Chansons
Toutes les chansons sont écrites et composées par David Bowie.
| 1. | The Jean Genie | 4:02 |
| 2. | Ziggy Stardust | 3:13 |

### Interprètes et équipe de production
- David Bowie : chant, guitare, harmonica
- Mick Ronson : guitare, chœurs
- Trevor Bolder : basse
- Mick Woodmansey : batterie

### Classements
| Classement                             | Meilleure place | Année |
| -------------------------------------- | --------------- | ----- |
| Allemagne (Media Control AG)           | 37              | 1973  |
| États-Unis (Hot 100)                   | 71              | 1973  |
| Belgique (Flandre Ultratop 50 Singles) | 26              | 1973  |
| Irlande (IRMA)                         | 3               | 1973  |
| Pays-Bas (Single Top 100)              | 5               | 1973  |
| Royaume-Uni (UK Singles Chart)         | 2               | 1973  |
| France (SNEP)                          | 179             | 2016  |